# Verwaltungsvollstreckungsgesetz (Österreich)
Das Verwaltungsvollstreckungsgesetz regelt die Vollstreckung im Rahmen des österreichischen Verwaltungsverfahrens durch so genannte Vollstreckungsbehörden.

## Allgemeines
Vollstreckungsbehörden sind die Bezirksverwaltungsbehörden (Bezirkshauptmannschaften und Magistrate der Städte mit eigenem Statut) und, in Gemeinden, in denen die Landespolizeidirektionen als Sicherheitsbehörde I. Instanz eingerichtet sind, diese (diese aber nur für die Vollstreckungen laut den folgenden Ziffern 1 und 2). Sie müssen vollstrecken:
1. ihre eigenen Bescheide und jene der ihnen übergeordneten Behörden,
2. Bescheide anderer Behörden des Bundes, der Länder und der Gemeinden,
3. Geldleistungen, für die die Einbringung im Verwaltungsweg durch besondere Vorschriften gewährt ist („politische Exekution“).

Grundsätzlich ist immer das gelindeste Zwangsmittel anzuwenden, das noch zum Ziel führt. Geldleistungen dürfen überhaupt nur so weit zwangsweise eingebracht werden, als dadurch der „notdürftige Unterhalt“ nicht gefährdet wird.

## Geldleistungen
Die Vollstreckungsbehörde kann zu erbringende Geldleistungen
- über das zuständige Gericht eintreiben lassen, das dann die gerichtliche Exekutionsordnung anwendet,
- auch selbst eintreiben, wenn das rascher und billiger ist.

Exekutionstitel dafür sind Bescheide oder Rückstandsausweise (auf denen die Vollstreckbarkeit bestätigt ist).
Wenn ein vollstreckbarer Bescheid oder Rückstandsausweis vorliegt, kann gleich ohne Zivilprozess die Exekution erwirkt werden, da dies bereits ein Titel ist. Rechtsmittel haben keine aufschiebende Wirkung, daher kann auch bei Erhebung von Berufungen vollstreckt werden.

## Andere Leistungen
- Arbeitsleistungen dürfen die Vollstreckungsbehörden – sofern das dem Verpflichteten vorher angedroht wurde – auf Gefahr und Kosten des Verpflichteten veranlassen.
- Besteht die Pflicht in einer Duldung oder Unterlassung oder einer Handlung, die nur der Verpflichtete ausführen kann, wird diese Pflicht durch Zwangsstrafen vollstreckt. Dabei darf die bevorstehende Vollstreckungshandlung zunächst nur angedroht werden. Hilft das nicht, muss im nächsten Schritt diese Handlung vollzogen und zugleich ein noch schärferes Zwangsmittel angedroht werden.

## Einstweilige Verfügungen
Einstweilige Verfügungen dürfen erlassen werden, wenn die Gefahr besteht, dass der Verpflichtete die Vollstreckung vereiteln könnte. Solche Verfügungen sind sofort vollstreckbar.

## Berufungen
Berufungen gegen Vollstreckungsverfügungen sind zwar möglich, haben aber keine aufschiebende Wirkung.

## Kosten
Kosten der Vollstreckung muss der Verpflichtete tragen.